# Phrurolithus catalinius
Phrurolithus catalinius är en spindelart som beskrevs av Willis J. Gertsch 1941. Phrurolithus catalinius ingår i släktet Phrurolithus och familjen flinkspindlar. Inga underarter finns listade i Catalogue of Life.